# Distretto di Tham Phannara
Il distretto di Tham Phannara (in thailandese: ถ้ำพรรณรา) è un distretto (amphoe) della Thailandia, situato nella provincia di Nakhon Si Thammarat.